# E-Rotic
E-rotic — німецький дует, що став одним з найяскравіших представників стилю Євроденс та Євротранс.

## Біографія
Німецька група E-rotic була створена у 1994 році продюсерами Феліксом Годером (Felix Gauder), Девідом Брендсом (David Brandes), та автором текстів Джонном О'Флінном (John O'Flynn). Початковий склад гурту очолила вокалістка Ліан Лей (Lyane Leigh), яка розпочала свою музичну кар'єру ще в середині 1980 років, і вже випустила на початку 1990-их декілька сольних синглів. До цього співачка вже працювала з Девідом в проекті Missing Hearts. Місце репера в E-Rotic посів темношкірий американець Річард.
Перший сингл гурту «Max Don't Have Sex With Your Ex», випущений у 1994 році звукозаписуючою компанією Intercord приніс колективу значний успіх — 7-е місце у німецьких чартах і 1-е в ізраїльських, а згодом він став золотим. Наступний сингл — Fred, Come To Bed займає 3. місце в німецьких чартах і також здобуває золото.
Після виходу 3-го сингла(6-й в Німеччині) «Sex On The Phone» в 1995 виходить 1-й альбом гурту під назвою «Sex Affairs», всередині якого містився еротичний комікс, що зображував героїв гурту: Фреда, Макса, дівчини та ін. Альбом, витриманий у єдиному стилі, було на ура прийнято публікою не зважаючи на критику він посів 15 місце в німецькому чарті, став тричі золотим і платиновим альбомом. Саме цей фактор зумовив пік популярності гурту.

## Дискографія

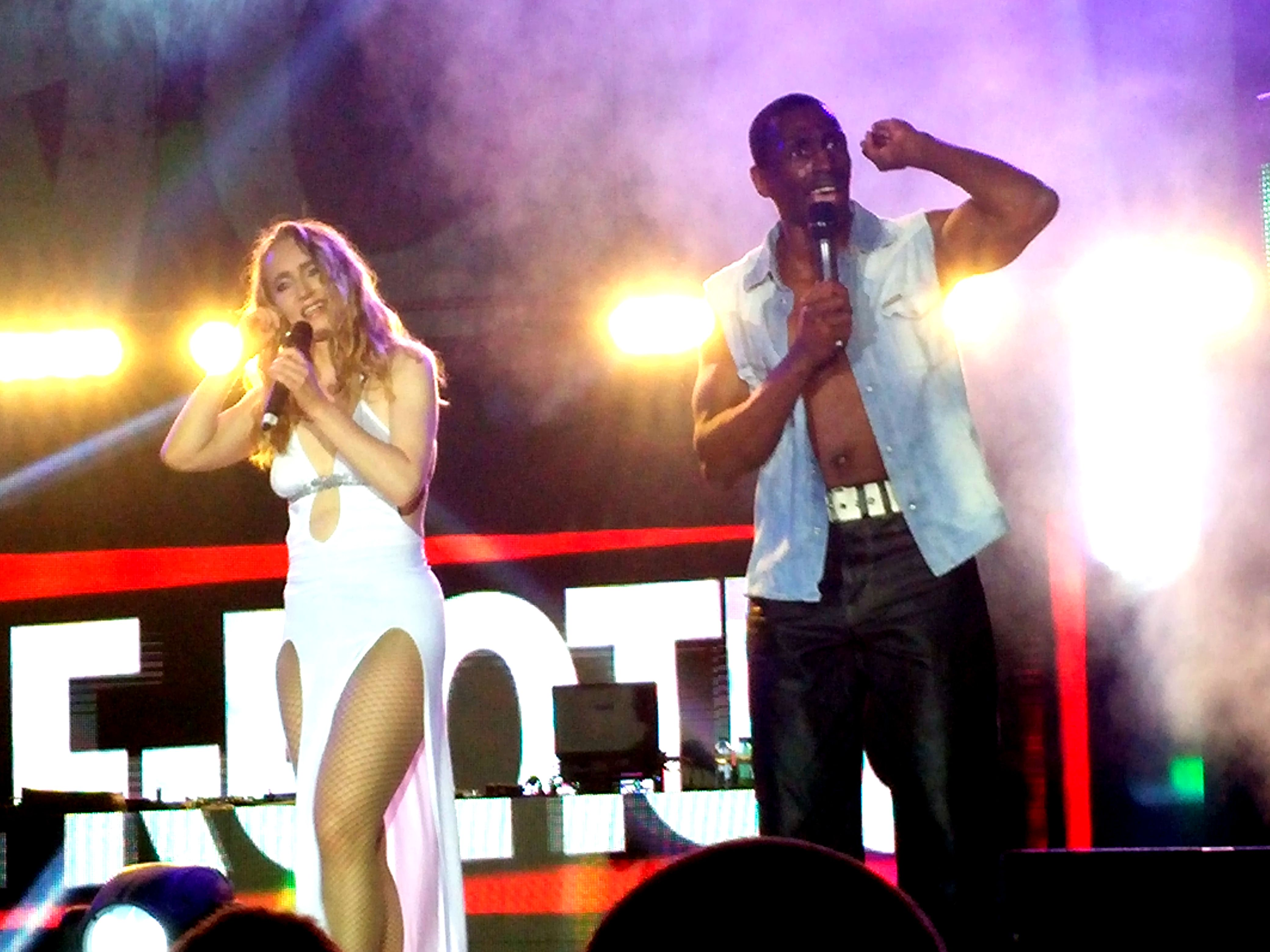
E-Rotic, Sofia, Bulgaria, 2015-5-9

### Альбоми
- 1995 — Sex Affairs
- 1996 — The Power Of Sex
- 1997 — Sexual Madness
- 1997 — Thank You For The Music
- 1998 — Greatest Tits
- 1999 — Kiss Me (Японія)
- 1999 — Mambo No. Sex (Німеччина)
- 2000 — Gimme Gimme Gimme (Японія)
- 2000 — Missing You (Німеччина)
- 2000 — Dancemania Presents E-Rotic Megamix (Японія)
- 2001 — Sexual Healing (Японія)
- 2001 — The Very Best Of E-Rotic (Японія)
- 2001 — Sex Generation
- 2002 — The Collection (Японія)
- 2003 — Total Recall (Японія)
- 2003 — Cocktail E-ROTIC (Японія), (Росія)
- 2003 — Total Recall (Німеччина)

### Сингли
- 1994 — Max Don't Have Sex With Your Ex
- 1994 — Max Don't Have Sex With Your Ex (Remixes)
- 1995 — Fred Come To Bed
- 1995 — Fred Come To Bed (Remixes)
- 1995 — Sex On The Phone
- 1995 — Sex On The Phone (Remixes)
- 1995 — Willy Use A Billy … Boy
- 1995 — Willy Use A Billy … Boy (Remixes)
- 1996 — Help Me Dr. Dick
- 1996 — Help Me Dr. Dick (Remixes)
- 1996 — Fritz Love My Tits
- 1996 — Fritz Love My Tits (Remixes)
- 1996 — Gimme Good Sex
- 1996 — Gimme Good Sex (Remixes)
- 1997 — The Winner Takes It All
- 1997 — Thank You For The Music
- 1997 — Turn Me On (Японія)
- 1998 — Baby Please Me (Японія)
- 1998 — Die Geilste Single Der Welt (Німеччина)
- 1999 — Oh Nick Please Not So Quick (Японія)
- 1999 — Kiss Me (Німеччина)
- 1999 — Mambo No. Sex (Німеччина)
- 2000 — Gimme Gimme Gimme (Японія)
- 2000 — Queen Of Light (Німеччина)
- 2000 — Don't Make Me Wet (Німеччина)
- 2001 — Billy Jive (With Willy's Wife) (Японія)
- 2001 — King Kong (Німеччина)
- 2003 — Max Don't Have Sex With Your Ex 2003 (Німеччина)
- 2016 — Video Starlet (Німеччина)